# Lista över fornlämningar i Sundsvalls kommun (Sundsvall)
Lista över fornlämningar i Sundsvalls kommun (Sundsvall) är en förteckning av ett urval av de fornlämningar som finns i det Sundsvall (Sundsvalls Gustaf Adolfs församling och Skönsmons församling) i Sundsvalls kommun.
| Namn                       | Lämningstyp      | Tillkomsttid | Historisk indelning | Plats                                                                           | Läge                 | ID-nr          | Bild                                                                          |
| -------------------------- | ---------------- | ------------ | ------------------- | ------------------------------------------------------------------------------- | -------------------- | -------------- | ----------------------------------------------------------------------------- |
| Sundsvall 1:1              | Gravfält         |              | Skönsmon, Medelpad  | Skönsmons industriområde - Tjuvholmen                                           | 62.385714, 17.370901 | 10249700010001 | Se fler bilder av detta fornminne · Ladda upp en till bild av detta fornminne |
| Sundsvall 2:1              | Gravfält         |              | Skönsmon, Medelpad  | Skönsmons industriområde - Tjuvholmen                                           | 62.384478, 17.375791 | 10249700020001 | Ladda upp en bild av detta fornminne                                          |
| Sundsvall 3:1              | Hög              |              | Sundsvall, Medelpad | Sidsjö-Böle - Sidsjö                                                            | 62.379399, 17.278476 | 10249700030001 | Ladda upp en till bild av detta fornminne                                     |
| Sundsvall 3:2              | Hög              |              | Sundsvall, Medelpad | Sidsjö-Böle - Sidsjö                                                            | 62.379423, 17.278775 | 10249700030002 | Ladda upp en bild av detta fornminne                                          |
| Sundsvall 4:1              | Hög              |              | Sundsvall, Medelpad | Sidsjö-Böle - Böle                                                              | 62.369337, 17.266574 | 10249700040001 | Ladda upp en bild av detta fornminne                                          |
| Sundsvall 6:1              | Hög              |              | Sundsvall, Medelpad | Sidsjö-Böle - Böle                                                              | 62.368273, 17.259498 | 10249700060001 | Ladda upp en bild av detta fornminne                                          |
| Sundsvall 6:2              | Hög              |              | Sundsvall, Medelpad | Sidsjö-Böle - Böle                                                              | 62.368297, 17.259823 | 10249700060002 | Ladda upp en bild av detta fornminne                                          |
| Rysshögen (Sundsvall 7:2)  | Hög              |              | Sundsvall, Medelpad | Mellan Granlohög och Västermalms gymnasium - Sydost om Gustav Adolfs gravkapell | 62.394503, 17.275726 | 10249700070002 | Ladda upp en till bild av detta fornminne                                     |
| Kumoröset (Sundsvall 12:1) | Röse (borttaget) |              | Skönsmon, Medelpad  | Fläsian                                                                         | 62.364195, 17.367932 | 10249700120001 | Se fler bilder av detta fornminne · Ladda upp en till bild av detta fornminne |
| Sundsvall 12:2             | Stensättning     |              | Skönsmon, Medelpad  | Fläsian                                                                         | 62.364434, 17.368192 | 10249700120002 | Ladda upp en bild av detta fornminne                                          |
| Sundsvall 14:1             | Röse             |              | Skönsmon, Medelpad  | Skönsmon omland                                                                 | 62.368992, 17.363485 | 10249700140001 | Ladda upp en bild av detta fornminne                                          |
| Sundsvall 14:2             | Röse             |              | Skönsmon, Medelpad  | Skönsmon omland                                                                 | 62.368837, 17.363292 | 10249700140002 | Ladda upp en bild av detta fornminne                                          |
| Sundsvall 14:3             | Röse             |              | Skönsmon, Medelpad  | Skönsmon omland                                                                 | 62.369149, 17.363033 | 10249700140003 | Ladda upp en bild av detta fornminne                                          |
| Sundsvall 14:4             | Stensättning     |              | Skönsmon, Medelpad  | Skönsmon omland                                                                 | 62.368628, 17.363214 | 10249700140004 | Ladda upp en bild av detta fornminne                                          |
| Sundsvall 15:1             | Röse             |              | Skönsmon, Medelpad  | Skönsmon omland                                                                 | 62.370715, 17.358260 | 10249700150001 | Ladda upp en bild av detta fornminne                                          |
| Sundsvall 15:2             | Röse             |              | Skönsmon, Medelpad  | Skönsmon omland                                                                 | 62.370395, 17.358712 | 10249700150002 | Ladda upp en bild av detta fornminne                                          |
| Sundsvall 16:1             | Stensättning     |              | Skönsmon, Medelpad  | Fläsian                                                                         | 62.355261, 17.369482 | 10249700160001 | Ladda upp en bild av detta fornminne                                          |
| Sundsvall 19:1             | Röse             |              | Skönsmon, Medelpad  | Skönsmon - Kubikenborg                                                          | 62.372577, 17.361184 | 10249700190001 | Ladda upp en bild av detta fornminne                                          |
| Sundsvall 19:2             | Stensättning     |              | Sundsvall, Medelpad |                                                                                 | 62.372516, 17.361627 | 10249700190002 | Ladda upp en bild av detta fornminne                                          |
| Sundsvall 20:1             | Röse             |              | Sundsvall, Medelpad |                                                                                 | 62.368395, 17.365414 | 10249700200001 | Ladda upp en bild av detta fornminne                                          |
| Sundsvall 20:2             | Röse             |              | Sundsvall, Medelpad |                                                                                 | 62.368124, 17.366037 | 10249700200002 | Ladda upp en bild av detta fornminne                                          |
| Sundsvall 20:3             | Röse             |              | Sundsvall, Medelpad |                                                                                 | 62.367854, 17.366719 | 10249700200003 | Ladda upp en bild av detta fornminne                                          |
| Sundsvall 23:1             | Hög              |              | Sundsvall, Medelpad |                                                                                 | 62.378843, 17.278598 | 10249700230001 | Ladda upp en bild av detta fornminne                                          |